# Катаревуса
Катарѐвуса (на гръцки: καθαρεύουσα, почистен) е пуристична, архаизирана форма на новогръцкия език, създадена в началото на XIX век от Адамандиос Кораис (1748 – 1833). Чрез катаревуса – „прочистения“ гръцки, Кораис, може би най-ярката фигура на гръцкото Просвещение, се опитва да намери среден път в разгорещения езиков въпрос в Гърция дали да се използва старогръцки или новогръцки език (димотики).
Лексиката на катаревуса съдържа архаизирани форми на новогръцки думи и е изчистена от много от чуждиците и заемките на новогръцкия димотики от турски, български или западни езици. Граматиката му също е опростен вариант на старогръцката. Така катаревуса е изкуствена форма на гръцкия език, която според поддръжниците му хипотетично би могла да се появи, ако се изключи чуждото влияние върху езика.
На катаревуса пише самият Кораис както и много от най-известните дейци на гръцкото възраждане. След освобождението на Гърция катаревуса става официалната книжовна норма, на която са създавани всички официални държавни и църковни документи. Този статус катаревуса заема чак до 1976 година, когато след възстановяването на демокрацията в страната димотики е обявен за единствения официален вариант на гръцкия език.
За двата си века съществуване катаревуса повлиява силно димотики, като му предава част от граматическите и синтактичните правила на старогръцкия език, както и много възродени старогръцки думи.
Днес в Гърция рядко се използва катаревуса. Езикът, който се използва в църковното песнопение (наричана византийска музика в Гърция), е по-близък до древногръцкия, отколкото до  катаревуса. В гръцката столица Атина излиза един вестник на катаревуса – консервативният „Хестия“.
Българското отразяване на гръцките топоними по географски карти и в печата често е на катаревуса – например катаревусианското Ираклион, вместо Ираклио, Сидирокастрон вместо Сидирокастро (Валовища) или Александруполис вместо Александруполи (Дедеагач), макар че те не отразяват коректно историческите им народни имена – предвид извършената смяна на топоними в Гърция.